# 庫拉索足球協會
庫拉索足球協會是專門管轄庫拉索足球事務的組織。庫拉索足球協會成立於2010年，並在同年加入國際足協。此外，它還是中北美洲及加勒比海足球協會和加勒比海足球聯盟的成員之一。

## 外部連結
- 官方網頁 （页面存档备份，存于）
- 國際足協網頁 （页面存档备份，存于）